# Artour Oudris
Artour Oudris (en biélorusse : Артур Удрис) est un joueur biélorusse de volley-ball né le 18 octobre 1990 en RSS de Lettonie. Il mesure 2,10 m et joue central. Il est international biélorusse.

## Clubs
| Club                   | De        | À         |
| ---------------------- | --------- | --------- |
| Stroïtel Minsk         | 2009-2010 | 2011-2012 |
| VK Chakhtior Salihorsk | 2012-2013 | ...       |

## Palmarès
- Championnat de Biélorussie (3)
  - Vainqueur : 2010, 2011, 2012
  - Finaliste : 2013